# Sucy
Pour les articles homonymes, voir Sucy-en-Brie et Gare de Sucy - Bonneuil.
Le Sucy (ou ruisseau d'Égligny ou ru de Preuilly), est une petite rivière française du département de Seine-et-Marne, dans la région Île-de-France principal affluent de l'Auxence, et donc un sous-affluent de la Seine.

## Géographie
La longueur de son cours d'eau est de 10,51 km.
Elle prend sa source au sud de Montigny-Lencoup et se jette dans l'Auxence à Égligny.

## Communes traversées
Dans le seul département de Seine-et-Marne, le ru de Sucy traverse deux communes :
- Montigny-Lencoup ;
- Égligny.

## Affluents
Selon le SANDRE, le ru de Sucy a un affluent référencé : le fossé 01 de la Folie, de 1,23 km.
Donc, son rang de Strahler est de deux.

## Tourisme
- la commune d'Égligny.